# Виконт Гейдж
Виконт Гейдж (англ. Viscount Gage) из Островного замка в графстве Керри — наследственный титул в системе Пэрства Ирландии.

## История
Титул виконта Гейджа был создан 14 сентября 1720 года для Томаса Гейджа (до 1702—1754) вместе с дочерним титулом барона Гейджа из Каслбара в графстве Мейо (Пэрство Ирландии). В 1744 году он также стал преемником своего кузена в титуле 8-го баронета из Файрл Плейс. Семья Гейдж происходит от Джона Гейджа (ум. 1633), который 26 марта 1622 года получил титул баронета из Файрл Плейс в графству Сассекс (Баронетство Англии). Его правнук, сэр Уильям Гейдж, 7-й баронет (1695—1744), представлял Сифорд в Палате общин (1727—1744). Его сменил в 1744 году его кузен, Томас Гейдж, 1-й виконт Гейдж и 8-й баронет (ум. 1754). Он заседал в Палате общин от Тьюксбери (1721—1754) и Арундела (1727—1728), а также занимал пост губернатора Барбадоса (1738—1739). В 1720 году для него были созданы титулы барона Гейджа и виконта Гейджа (Пэрство Ирландии). Его второй сын, достопочтенный Томас Гейдж (1720—1787), был крупным британским военачальником.
Лорду Гейджу в 1754 году наследовал его старший сын, Уильям Холл Гейдж, 2-й виконт Гейдж (1718—1791). Он представлял Сифорд в Палате общин Великобритании (1744—1747, 1754—1780) и служил пенсионным казначеем (1755—1763). В 1780 году для него был создан титул барона Гейджа из Файрла в графстве Сассекс в звании пэра Великобритании, а в 1790 году для него был создан титул барона Гейджа из Верхнего Медоу в графстве Глостершир (Пэрство Великобритании). После смерти лорда Гейджа в 1791 году титул барона Гейджа из Файрл Плейс угас, а титул баронета и ирландские титулы унаследовал его племянник, Генри Гейдж, 3-й виконт Гейдж (1761—1808). Он имел чин генерал-майора британской армии.
По состоянию на 2025 год, носителем титула являлся его потомок, Генри Николас Гейдж, 8-й виконт Гейдж (род. 1934), который наследовал своему старшему брату в 1993 году.
Родовая резиденция — поместье Файрл Плейс в Восточном Суссексе.

## Баронеты Гейдж из Файрл Плейс (1622)

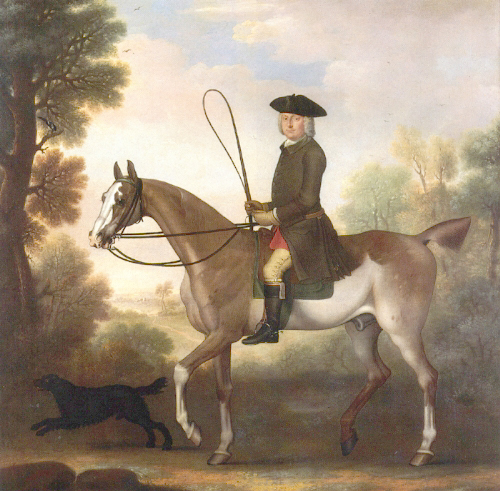
Томас Гейдж, 1-й виконт Гейдж, портрет Джеймса Сеймура, 1743 год.

- 1622—1633: Сэр Джон Гейдж, 1-й баронет[англ.] (умер 3 октября 1633), сын Томаса Гейджа (1541—1590);
- 1634—1654: Сэр Томас Гейдж, 2-й баронет (умер 2 июля 1654), старший сын предыдущего;
- 1654—1660: Сэр Томас Гейдж, 3-й баронет (умер 2 ноября 1660), старший сын предыдущего;
- 1660—1699: Сэр Джон Гейдж, 4-й баронет (ок. 1642 — 27 мая 1699), младший брат предыдущего;
- 1699—1700: Сэр Джон Гейдж, 5-й баронет (ок. 1691 — январь 1700), старший сын предыдущего;
- 1700—1713: Сэр Томас Гейдж, 6-й баронет (ок. 1694 — октябрь 1713), младший брат предыдущего;
- 1713—1744: Сэр Уильям Гейдж, 7-й баронет[англ.] (1695 — 23 апреля 1744), младший брат предыдущего;
- 1744—1754: Сэр Томас Гейдж, 8-й баронет (умер 21 декабря 1754), старший сын Джозефа Гейджа и внук Томаса Гейджа, 2-го баронета, виконт Гейдж с 1720 года.

## Виконты Гейдж (1720)
- 1720—1754: Томас Гейдж, 1-й виконт Гейдж (умер 21 декабря 1754), старший сын Джозефа Гейджа и внук Томаса Гейджа, 2-го баронета;
- 1754—1791: Уильям Холл Гейдж, 2-й виконт (1 января 1718 — 11 октября 1791), старший сын предыдущего;
- 1791—1808: Генри Гейдж, 3-й виконт Гейдж (4 марта 1761 — 29 января 1808), старший сын Томаса Гейджа (1720—1787), племянник предыдущего;
- 1808—1877: Генри Холл Гейдж, 4-й виконт Гейдж[англ.] (14 декабря 1791 — 20 января 1877), старший сын предыдущего;
- 1877—1912: Генри Чарльз Гейдж, 5-й виконт Гейдж[англ.] (2 апреля 1854 — 18 апреля 1912), единственный сын достопочтенного Генри Эдварда Холла Гейджа (1814—1875), внук 4-го виконта Гейджа;
- 1912—1982: Генри Райнальд Гейдж, 6-й виконт Гейдж (30 декабря 1895 — 27 февраля 1982), единственный сын предыдущего;
- 1982—1993: Джордж Джон Сент-Клер Гейдж, 7-й виконт Гейдж[англ.] (8 июля 1932 — 30 ноября 1993), старший сын предыдущего;
- 1993 — настоящее время: Генри Николас Гейдж, 8-й виконт Гейдж[англ.] (род. 9 апреля 1934), младший брат предыдущего;
  - Наследник: достопочтенный Генри Уильям Гейдж (род. 25 июня 1975), старший сын предыдущего от первого брака.